# Charles Terront
Charles Terront (25 de abril de 1857, Saint-Ouen - 31 de octubre de 1932, Marsella) fue un ciclista francés entre los años 1870 y 1890. Está considerado como la primera estrella del ciclismo francés.

## Biografía
Era gran especialista ciclista de media distancia y larga distancia. En 1891 probó el prototipo de neumáticos desmontables de Edouard Michelin. 
Entre 1876 y 1884 consiguió un gran reconocimiento entre el público ganando 50 carreras en Francia, Reino Unido y Estados Unidos. En 1883, se casó. 
Pasó un par de años con menos éxitos hasta que en 1887 ganó el Campeonato de las 100 millas Gran Bretaña - Rennes. 
En 1888 ganó el Campeonato de Francia de Media Distancia y el Campeonato de las 10 millas de Gran Bretaña. En 1889 repitió el título.
No fue hasta 1891 que el ciclista se coronó como el primer gran ciclista cuando ganó la primera París-Brest-París. Fueron 1.200 kilómetros y más de 71 horas de esfuerzo, tres noches encima de la bicicleta. 
Está enterrado en el cementerio de Clichy.

## Palmarés
| 1876 - 1.º - Paris-Pontoise-Paris - 1.º - Adamville - 1.º - Neuilly sur Seine - 1.º - Créteil - 1.º - Rouen - 1.º - Parc de Saint-Maur - 1.º - Saint-Germain - 1.º en el Gran Premio de Angers 1877 - 1.º - Montauban - 1.º en el Gran Premio de Angers - 1.º - Saint-Ouen - 1.º - La Garenne-Colombes - 1.º - Charenton-le-Pont - 1.º - Saint-Denis - 1.º - Ex-aequeo de Paris-Conflans-Sainte-Honorine 1878 - 1.º - Boulogne-Versailles - 1.º - Argenteuil - 1.º - Adamville - 1.º - Maison-Blanche - 1.º - Rueil - 1.º - Saint-Denis - 1.º - Carrousel (París) - 1.º - Pré Catalan - 1.º - Courbevoie - 1.º - Versailles - 1.º - Point du Jour - 1.º - La Garenne-Colombes - 1.º - Fougères 1879 - 1.º - Angers-Le Mans-Angers - 1.º en el Gran Premio de Angers - 1.º - Versailles - 1.º - Chaville - 1.º - Boulogne-Billancourt-Versailles-Boulogne Billancourt - 1.º - Carrousel (París) - 1.º - 6 días de Boston - 1.º - 6 días de Chicago | 1880 - 1.º - 6 días de Londres - 1.º - 6 días de Edimburgo - 1.º - 6 días de Kingston upon Hull - 1.º - Fougères - 1.º - Saint Denis - 1.º - París 1881 - 1.º - Tours - 1.º - Paramé 1882 - 1.º - Agen - 1.º - 6 de Angers - 3.º - Campeonado de Velocidad de Francia 1883 - 1.º - Fougères - 2.º - Campeonato de Velocidad de Francia 1884 - 1.º - Fougères 1885 - 3.º - Campeonato de Velocidad de Francia 1886 - 2.º - Campeonato de Velocidad de Francia - 3.º- Campeonato de Francia de Media Distancia 1887 - 1.º - Campeonato de Gran Bretaña Rennes de las 100 millas - 2.º - Campeonato de Francia de Media Distancia 1888 - Campeón de Francia de Media Distancia - Campeón de Francia de las 10 millas 1889 - Campeón de Francia de Media Distancia 1891 - 1.º - París-Brest-París |